# Ernest Giles
William Ernest Powell Giles, meglio noto come Ernest Giles (Bristol, 20 luglio 1835 – Coolgardie, 13 novembre 1897), è stato un esploratore britannico che guidò cinque importanti spedizioni in Australia centrale. Tra le sue scoperte vi fu il lago Amadeus.

## Biografia

### Gioventù
Ernest Giles nacque a Bristol, Inghilterra, dal mercante William Giles e dalla moglie Jane Elizabeth Powell. Giles fu istruito presso la Christ's Hospital di Newgate, a Londra. Nel 1850, all'età di 15 anni, emigrò in Australia raggiungendo i genitori e prendendo la residenza ad Adelaide, in Australia Meridionale. Nel 1852 Giles si trasferì nelle miniere d'oro di Victoria prima di diventare impiegato alle poste di Melbourne, ed in seguito al tribunale della contea.
Dopo essersi stancato presto della vita cittadina, Giles tornò nella sua contea d'origine diventando molto esperto del territorio. Nel 1865 esplorò la regione nordoccidentale del fiume Darling nella catena montuosa della Yancannia alla ricerca di nuovi pascoli e terre adatte alla coltivazione.

### Esplorazione

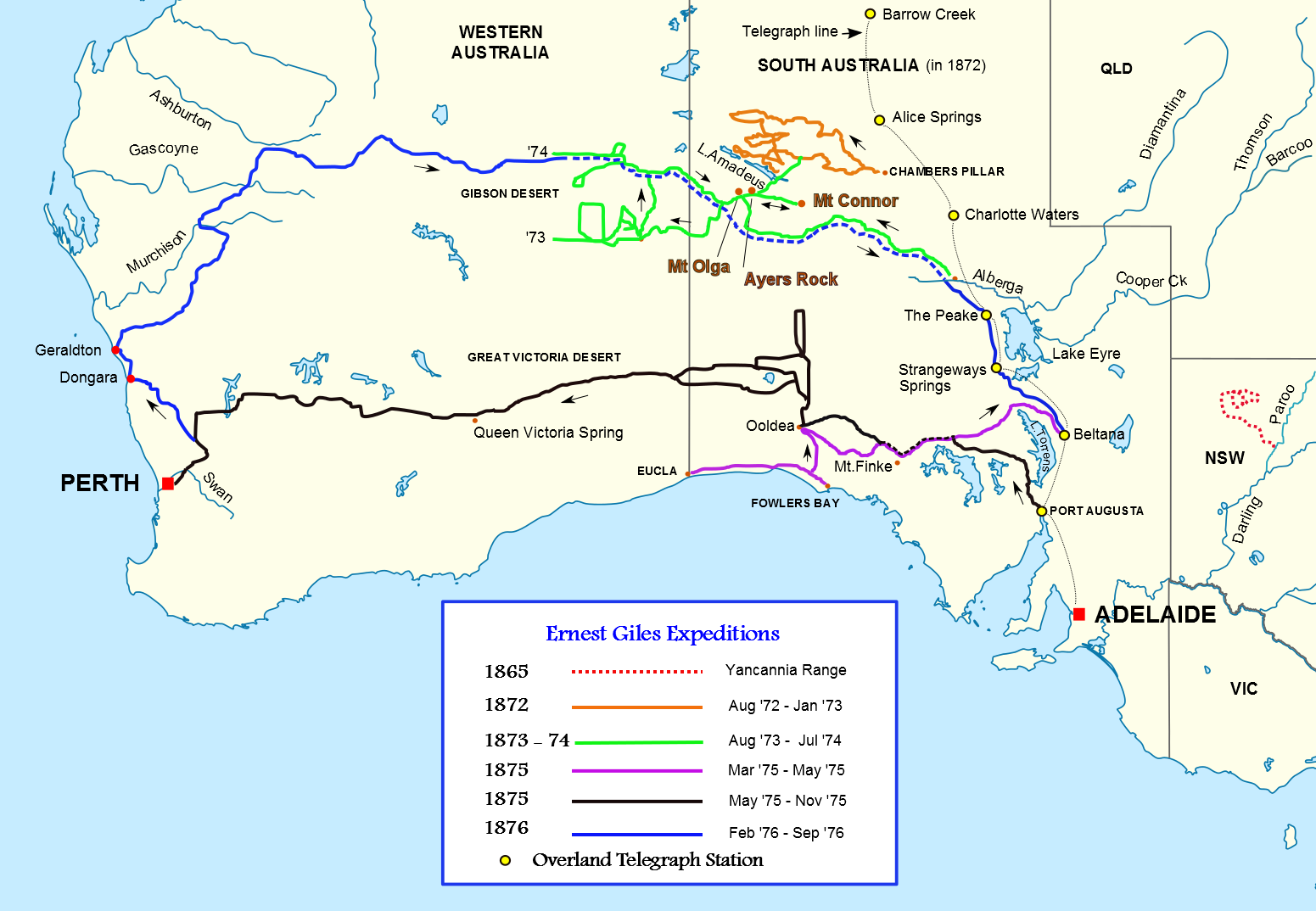
Mappa delle rotte seguite da Ernest Giles

Giles non prese parte a spedizioni organizzate fino al 1872, quando con altri due uomini partì da Chambers Pillar, in Australia Meridionale (oggi nel Territorio del Nord), il 22 agosto dirigendosi a nordovest e ovest attraversando terre ancora inesplorate. Trovandosi la strada bloccata dal Lago Amadeus e notando che i cavalli erano molto deboli, fecero ritorno prima al fiume Finke e poi a Charlotte Waters e ad Adelaide, dove Giles giunse nel gennaio del 1873. Giles considerò questa spedizione un fallimento, mentre in realtà aveva ottenuto un buon successo considerando la dimensione e l'equipaggiamento del suo gruppo.

### Seconda spedizione
Un amico di Giles, il barone von Mueller, organizzò una sottoscrizione in modo da poter preparare un'altra spedizione. Furono ottenuti i servizi di William Tietkens come primo assistente e, con due altri componenti del gruppo, si partì il 4 agosto 1873. Il viaggio iniziò molto più a sud del precedente, dal fiume Alberga. Un mese dopo, nella catena montuosa del Musgrave Ranges, venne trovato un fiume che prese il nome di Ferdinando, mentre il 3 ottobre 1873 il gruppo raggiunse la longitudine di 128 gradi est. Il territorio era estremamente arido e divenne una lotta riuscire a recuperare abbastanza acqua per far abbeverare i cavalli. All'inizio di novembre, dopo aver superato i 126 gradi di longitudine, si iniziò il viaggio di ritorno che il 20 dicembre 1873 portò alla scoperta del monte Scott.
Dopo aver girato a nord e ad ovest si raggiunse il punto più occidentale mai raggiunto. Era il 23 aprile 1874. Giles ed uno dei suoi uomini, Alfred Gibson, stavano esplorando le vicinanze quando morì il cavallo di quest'ultimo. Giles gli diede il proprio con l'ordine di ripercorrere la strada al contrario per cercare assistenza. Giles tornò al deposito a piedi in otto giorni, quasi completamente esausto, scoprendo che Gibson non aveva raggiunto il campo.
Per vari giorni furono effettuate delle ricerche senza successo. Le provviste erano quasi finite e non si poteva fare altro, quindi il 21 maggio 1874 iniziò il viaggio di ritorno. Giles chiamò il deserto Deserto di Gibson dal nome del compagno. Il 24 giugno 1874 raggiunsero il fiume Finke ed il 13 luglio 1874 Charlotte Waters. Giles fallì di nuovo nel tentativo di attraversare il continente, ma date le circostanze fu fatto quanto possibile.
Giles fu il primo europeo a vedere le formazioni rocciose del The Olgas, oggi note col nome aborigeno di Kata Tjuta, ed il Lago Amadeus. Li chiamò rispettivamente monte Mueller e lago Ferdinand, in onore del benefattore barone Ferdinand von Mueller, anche se Mueller decise invece di dedicarli a re Amedeo I di Spagna ed alla regina Olga del Württemberg. Giles pensò di avere scoperto anche Uluṟu (ex Ayers Rock), ma era stato battuto sul tempo da un altro esploratore, William Gosse.

### Terza, quarta e quinta spedizione

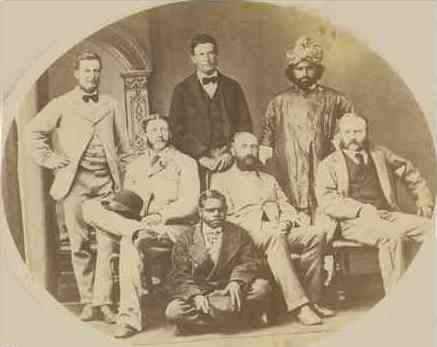
Il gruppo della quarta spedizione di Giles

All'inizio del 1875 Giles preparò i propri diari per la pubblicazione col titolo di Geographic Travels in Central Australia ed il 13 marzo 1875, con il generoso aiuto di Sir Thomas Elder, iniziò la sua terza spedizione. Procedendo molto verso nord da Fowler's Bay il territorio si rivelò molto arido. Ritornando sui propri passi, Giles si diresse ad est aggirando poi il Lago Torrens e raggiungendo la stazione Elder a Beltana. Qui furono fatti i preparativi per il quarto viaggio e, con Tietkens come luogotenente e con quello che Giles aveva sempre voluto, una carovana di cammelli, partirono il 6 maggio.
Raggiunsero Port Augusta il 23 maggio e, dopo essersi diretti a nord per evitare i laghi, presero a dirigersi verso ovest. Portarono con loro dell'acqua evitando così di dover continuamente cercare acqua per i cavalli. Verso la fine di settembre avevano percorso oltre 200 km in 17 giorni senza trovare acqua, quando il 25 settembre il nativo Tommy ne trovo molta tra le dune di sabbia delle sorgenti della Regina Victoria, garantendo così la salvezza del gruppo. Dopo una sosta di nove giorni il viaggio riprese il 6 ottobre, sempre verso ovest.
Dieci giorni dopo la spedizione fu attaccata da un grande numero di aborigeni e Giles fu costretto a sparargli. Il 4 novembre incontrarono un mandriano bianco presso il campo di Tootra, ad est di Bindi Bindi. Proseguirono ad ovest fino a Walebing Station, poi a sudovest e l'11 novembre giunsero a New Norcia dove furono accolti dal vescovo Salvado. Il 17 novembre 1875 il gruppo giunse a Guildford ed il giorno dopo a Perth, dove ricevettero un'accoglienza calorosa.
Giles rimase due mesi a Perth. Tietkens e Jess Young, un altro membro della spedizione, tornarono ad Adelaide via mare ed il 13 gennaio 1876 Giles iniziò il viaggio di ritorno percorrendo una via 600 km circa a nord del suo ultimo viaggio. Giunse ad Adelaide nel settembre 1876 dopo un viaggio durante il quale i cammelli si rivelarono inestimabili.

### Vecchiaia e retaggio

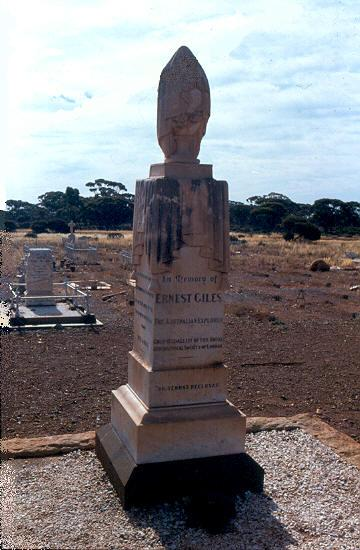
Tomba di Giles a Coolgardie, in Australia Occidentale

Giles fu impiegato del catasto per il Distretto Occidentale di Victoria dal 1877 al 1879.
Nel 1880 pubblicò The Journal of a Forgotten Expedition, un racconto della sua seconda e terza spedizione, e nel 1889 fu edito Australia Twice Traversed: The Romance of Exploration in due grossi volumi. In questa seconda opera si raccontano le cinque spedizioni. Fece innumerevoli viaggi minori e durante gli ultimi anni della sua vita fu impiegato presso l'ufficio dell'ispettore delle miniere a Coolgardie, dove la sua enorme conoscenza dell'entroterra gli fu molto utile. Giles fu insignito della Patron's Gold Medal della Royal Geographical Society nel 1880 e fu nominato Cavaliere dell'Ordine della Corona d'Italia da re Vittorio Emanuele II.
Nonostante le sue esplorazioni i vari governi australiani del tempo si rifiutarono di finanziare altri viaggi o di riconoscergli una qualche remunerazione economica. Il governatore Sir William Jervois affermò l'11 ottobre 1881 che "Sono stato informato del fatto che giochi d'azzardo e che i suoi modi non sono propriamente sobri".
Dopo una breve malattia Giles morì di polmonite nella casa del nipote a Coolgardie il 13 novembre 1897 e fu sepolto nel locale cimitero. Non si sposò mai. A quel tempo si disse: "Ha lasciato un nome che verrà ricordato a lungo e onorato come uno che dedicò i migliori anni della propria vita a una della cause più nobili che l'uomo possa perorare".
H. H. Finlayson in The Red Centre: man and beast in the heart of Australia (1935) disse di Giles:
"Tutti coloro che hanno lavorato in questa terra dai tempi di Giles hanno provato ammirazione e stupore per la perseveranza, la resistenza e la determinazione con cui queste esplorazioni furono compiute ... Leggendo il semplice racconto di Giles di questi terribili viaggi nell'ignoto su cavalli morenti con una dieta monotona per settimane, senza acqua e dovendone cercare, non si può che ammirare il carattere e la forza della motivazione che guidarono un tale uomo".
Nel 1976 gli fu concesso l'onore di apparire su un francobollo emesso dall'Australia Post.
Mount Giles, la terza montagna più alta del Territorio del Nord,LAgo Giles, 160 km a nord di Southern Cross e la Giles Weather Station, nei pressi del confine tra Australia Occidentale e Australia Meridionale, portano tutti il suo nome.
Ernest Giles non era imparentato con l'esploratore Alfred Giles, nonostante si conoscessero professionalmente.